# Bahadurgarh
Bahadurgarh is een nagar panchayat (plaats) en stad in het district Jhajjar van de Indiase staat Haryana.  De plaats ligt 20 km ten westen van het centrum van New Delhi en is onderdeel van het Nationaal Hoofdstedelijk Territorium Delhi. Bahadurgarh is een satellietstad van Delhi waarmee het sinds 2018 ook via de Green Line met de metro verbonden is.

## Demografie
Volgens de Indiase volkstelling van 2011 wonen er 170.426 mensen in Bahadurgarh, waarvan 54% mannelijk en 46% vrouwelijk is. De plaats heeft een alfabetiseringsgraad van 88% (94% bij mannen, 81% bij vrouwen). In 2001 woonden er nog maar 119.839 personen en bedroeg de alfabetiseringsgraad 71%.